# Lahošť
Obec Lahošť (německy Loosch, do roku 2006 Lahošt) se nachází v okrese Teplice v Ústeckém kraji. Žije v ní 694 obyvatel.

## Název
V místním archivu jsou uloženy pouze římskokatolické matriky obce (fara Jeníkov) z období let 1599–1892 a zde se objevuje pouze německá forma jména ve tvaru Losch, resp. Loosch. Ze starší dostupné literatury plyne, že František Palacký i August Sedláček uvádějí shodně obec pod jménem Lahošť.
Antonín Profous uvádí k vývoji názvu obce Lahošť tyto tvary: roku 1360 de Lachostze, roku 1396 Lahoscz. Pro následující století pak uvádí v 15. století tvary Laasch a Lasch a v 16. století Lahosst a Lahosstie, pro období let 1854–1923 tvar Lahošt.

## Historie
Přesné údaje o vzniku obce se nedochovaly. První písemná zmínka o obci Lahošť u Duchcova je ze 14. a 15. století, kdy obec příslušela k hradu Rýzmburk. V nejstarší době se připomíná mezi zbožím kanovnictví sv. Václava na hradě Pražském. V 17. století patřila obec hraběti z Valdštejna a v období 15. až 19. století byla součástí velkostatku Duchcov – Horní Litvínov, panství Duchcov. Písemný materiál tohoto panství se dnes nachází ve Státním oblastním archivu v Praze.
Při osvobození 8. května 1945 bylo v obci asi 1 % Čechů, asi 2 % ze smíšených českoněmeckých manželství a asi 1 % různých jiných národností; cca 96 % obyvatel bylo německé národnosti. V současné době žije v obci asi 86 % Čechů a asi 10 % obyvatel slovenské národnosti, 2 % národnosti romské a asi 2 % národnosti německé.
V katastru obce se nachází zatopený lom Velká Vápenka. V lomu byly nalezeny odcizené osobní automobily a nevybuchlá munice.

### Keltský poklad
Při hloubení v lednu roku 1882 nalezli dělníci v hloubce 6 až 9 metrů bronzový depot: bronzový kotel, v němž bylo uloženo množství náramků, náhrdelníků, prstenů a různých jiných předmětů v počtu asi 1 600 kusů. Nálezy jsou roztroušeny po řadě muzeí nejen v Česku, ale i v mnoha dalších státech Evropy – v Čechách v Českých Budějovicích, Chomutově, Duchcově, Hradci Králové, Kutné Hoře, Litoměřicích, Mostě, Praze, Teplicích, Trmicích a Karlových Varech, v zahraničí jsou nebo byly předměty duchcovského pokladu uloženy v Přírodovědném muzeu ve Vídni, Norimberku, Berlíně, Drážďanech, Mohuči a Londýně. Archeologové kladou tento poklad do 4. století př. n. l.

## Přírodní poměry

### Obří pramen
Obec má jednu zvláštnost – Obří pramen. Tento pramen od vyvěral na povrch země a byl tak silný (27–42 litrů za sekundu), že poháněl vodní mlýn. Byl to termální pramen (25–38 °C) se složením podobným teplickým pramenům. Teplota vody tohoto pramene se dnes pohybuje mezi 15–20 °C. Pramen teče v hloubce asi 35 metrů. Asi 30 metrů od jámy vyzděné v roce 1882 stojí kamenná věž s půdorysem o rozměrech asi 8 × 8 metru a asi 15 metrů vysoká, kterou používala rodina hrabat Valdštejnů jako vodojem, a voda se odtud potrubím odváděla do Duchcova, kde bývaly v tzv. Grenzu lázně. Hladina pramene následkem důlní těžby v červnu roku 1878 poklesla. Po katastrofě na dole Döllinger v únoru roku 1879 poklesla hladina termálního pramene podruhé. Koncem roku 1881 započaly práce na úpravě Obřího pramene, který byl vybrán jako pozorovací bod.

### Paleontologie
V blízkosti vesnice (stejně jako u nedalekého Hudcova) byly koncem 19. století objeveny zkameněliny druhohorního mořského plaza ze skupiny Plesiosauria (čeleď Elasmosauridae), který byl profesorem Antonínem Fričem v roce 1906 popsán jako Cimoliasaurus teplicensis. Jednalo se o středně velkého dravého mořského plaza, který žil v této oblasti v období svrchní křídy (asi před 90 miliony let), když se zde ještě nacházelo mělké moře.

## Obyvatelstvo
Při sčítání lidu v roce 1921 zde žilo 843 obyvatel (z toho 404 mužů), z nichž bylo 39 Čechoslováků, 797 Němců a sedm cizinců. Kromě osmnácti evangelíků a sedmnácti lidí bez vyznání se hlásili k římskokatolické církvi. Podle sčítání lidu z roku 1930 měla vesnice 936 obyvatel: 39 Čechoslováků, 896 Němců a jednoho cizince. Stále převažovala římskokatolická většina, ale žilo zde také 33 evangelíků, jeden člen církve československé a 36 lidí bez vyznání.
|           | 1869 | 1880 | 1890 | 1900 | 1910 | 1921 | 1930 | 1950 | 1961 | 1970 | 1980 | 1991 | 2001 | 2011 |
| --------- | ---- | ---- | ---- | ---- | ---- | ---- | ---- | ---- | ---- | ---- | ---- | ---- | ---- | ---- |
| Obyvatelé | 375  | 556  | 754  | 968  | 938  | 843  | 936  | 577  | 623  | 617  | 552  | 530  | 538  | 561  |
| Domy      | 56   | 72   | 87   | 104  | 105  | 106  | 130  | 133  | 113  | 111  | 108  | 115  | 136  | 142  |

## Znak
V horní části se opakují symboly pramenů, v dolní části pak kotlík jako symbol nálezu keltského pokladu. Zastupitelstvo obce se nakonec přiklonilo k poslední variantě návrhu s kotlíkem, a to především z toho důvodu, že občanům není tak známa keltská symbolika.[zdroj?]

## Sport
Sportovní vyžití je v Lahošti nejvíce soustředěno na fotbalový oddíl, který působí pod hlavičkou FK Lahošť. Oddíl působí ve II. třídě OFS Teplice, ve které se hratelně udržuje mezi nejlepšími týmy soutěže. V obci jsou také dva šipkařské oddíly, které se prezentují v místních restauracích a také patří mezi ty lepší.
V minulosti tu též působil oddíl volejbalu, který aktivně podporoval pan Pelikán. V hodně dávné minulosti byla v obci přes zimu udržována lední plocha, kde se hrál hokej. Ledová plocha se nacházela u bývalého kulturního domu a měla vlastní osvětlení.

## Kultura
Středem kulturního dění v obci je místní knihovna.

## Pamětihodnosti
- Kaple Panny Marie. Mohutná kaple, postavená roku 1859 stojí v obci pod průjezdní silnicí. Kaple byla renovována v letech 1929 a 1968 a dosud se užívá.[16] Věž se zvonem.
- Socha svatého Jana Nepomuckého na návsi
- Věž Obřího pramene
- Barokní most

## Galerie

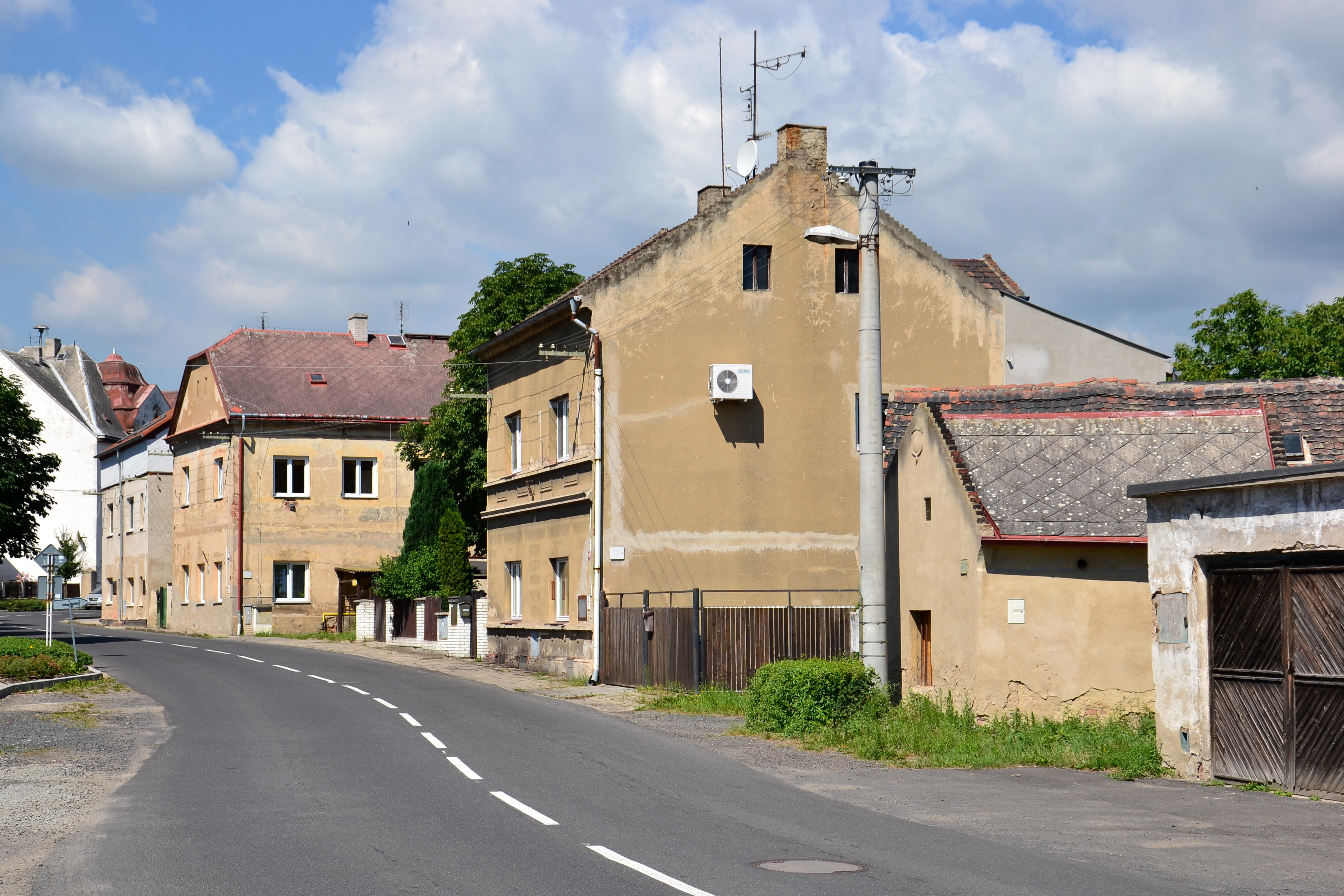
Švermova ulice
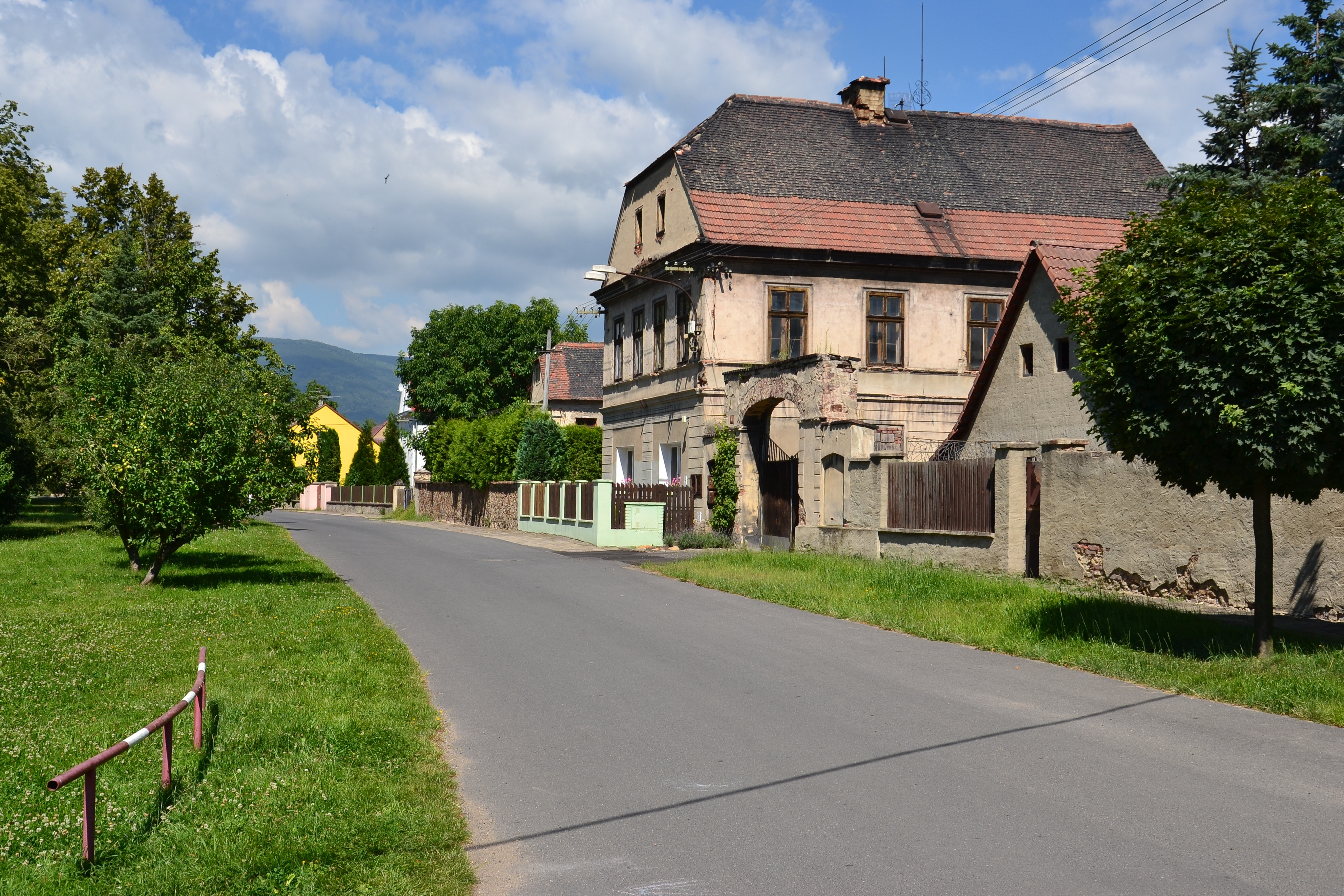
Usedlost čp. 8
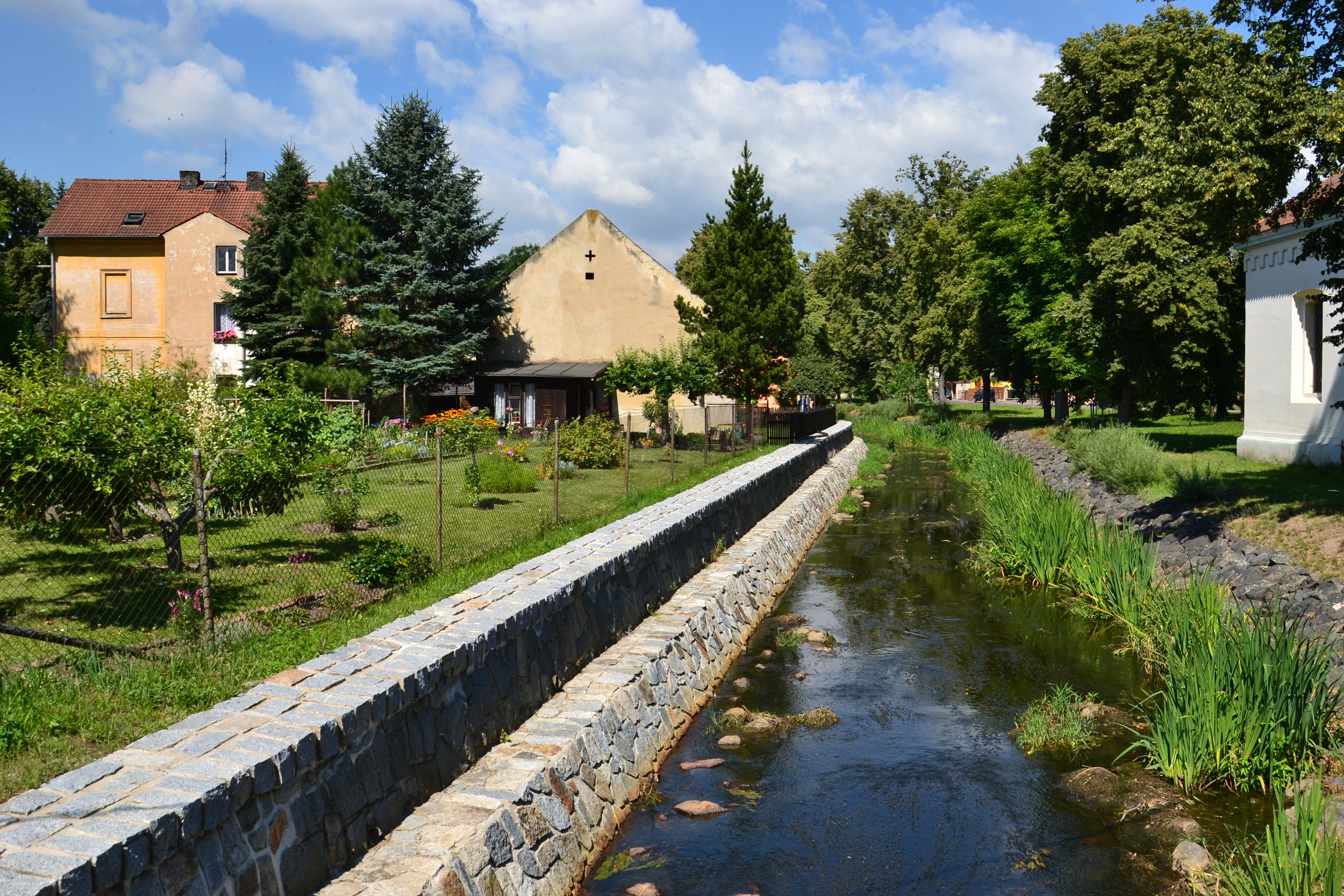
Potok Bouřlivec
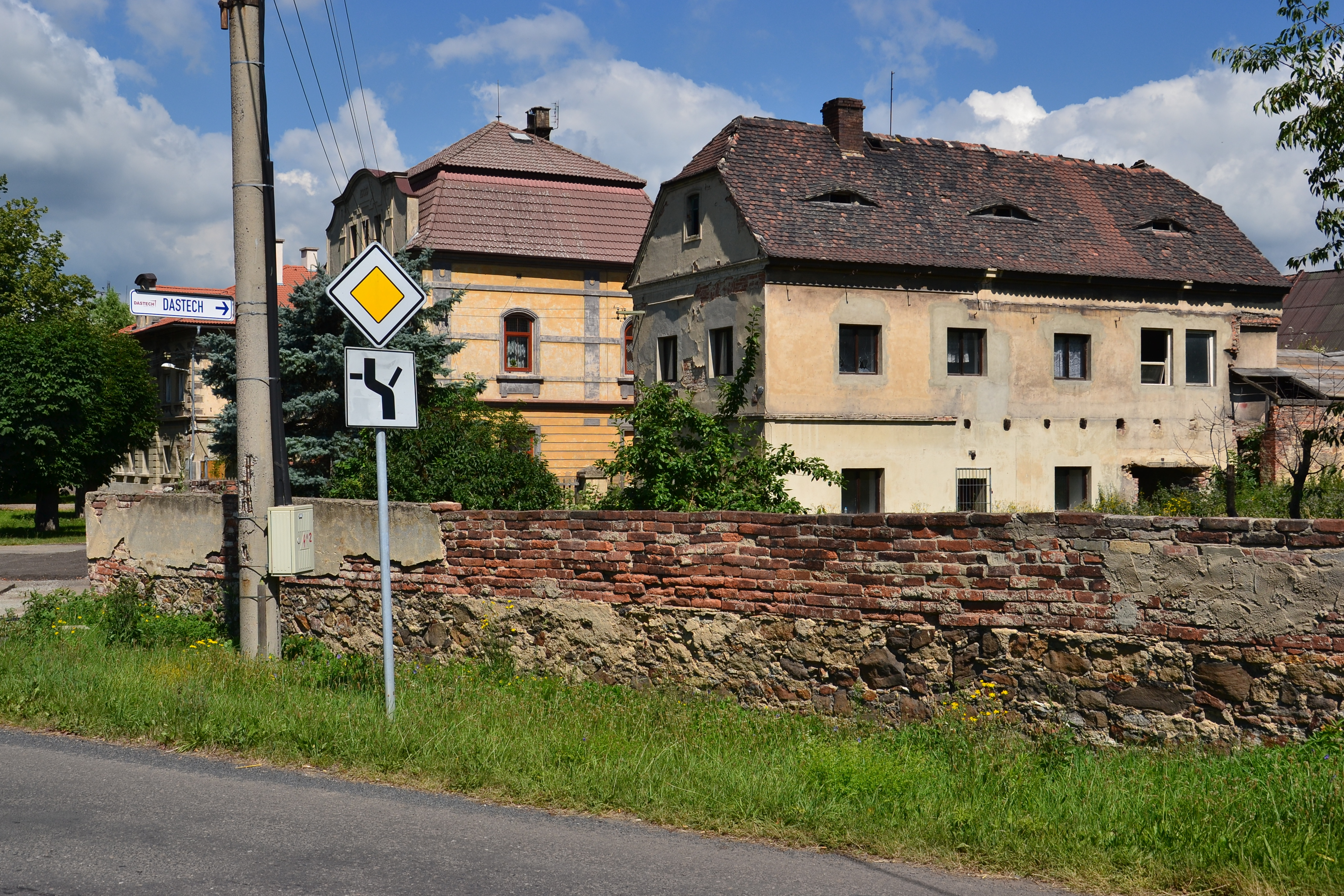
Domy na východním okraji vesnice
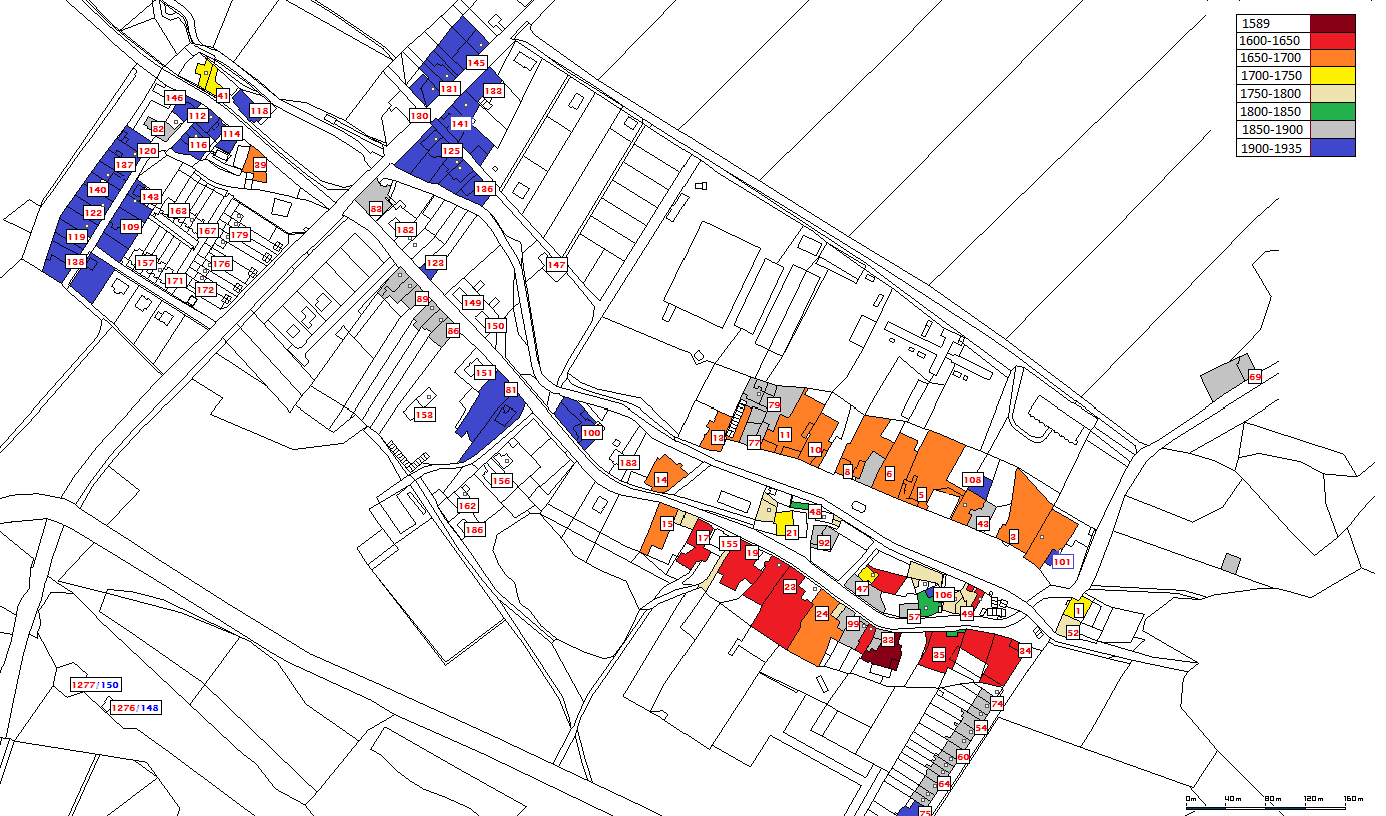
Sídelní vývoj